# توم يودل
توماس ستيوارت يودال (بالإنجليزية: Thomas Stewart Udall)‏ هو سياسي أمريكي من الحزب الديمقراطي ولد في يوم 18 مايو 1948 في توسان في أريزونا. يشغل حالياً منصب عضو في مجلس الشيوخ الأمريكي كممثل عن ولاية نيومكسيكو منذ سنة 2009.